# Animal ДжаZ
«Animal ДжаZ» — петербургская рок-группа, образовавшаяся в 2000 году.
Направленность на смешение стилей отражается в названии команды, поскольку одно из значений слова «jazz» в английской интерпретации — «балаган», «сумбур».
Сами музыканты называют свою стилистику «тяжёлой гитарной электроникой, также как и песни их души».

## История
История «Animal ДжаZ» началась осенью 2000 года, когда объединившиеся под этим названием музыканты приступили к репетициям. Первый концерт коллектив сыграл 22 декабря 2000 года. Эту дату принято считать официальным днём рождения группы.
Над названием группы музыканты думали долго. В результате на одной из сессий первый барабанщик группы Сергей Егоров поделился с коллегами, что играл до этого в проекте с названием «Animal ДжаZ», но из его участников жив он один. На первый взгляд история показалась товарищам по цеху слишком мрачной. Однако, когда пришло время печатать афиши и листовки для первого концерта, иных вариантов так и не нашлось. Доставшееся «в наследство» имя музыканты и сейчас считают верным.
Группа записала 8 электрических альбомов, 4 акустических, 16 синглов и 4 DVD, неоднократно принимала участие в фестивалях «Максидром», «Нашествие», «Нашвилл», «Крылья», «СКИФ», «Мегахаус», «Кубана», выступала перед группами Rollins Band, Garbage, Clawfinger, The Rasmus, Red Hot Chilli Peppers, The Vaccines, Linkin Park.
В 2006 году музыканты записали саундтрек к фильму «Граффити» (режиссёр Игорь Апасян). Премьера фильма прошла с аншлагом в рамках XIX Международного Кинофестиваля в Токио. Также песни «Animal ДжаZ» используются в различных сериалах на центральных телеканалах («Маргоша», «Господа офицеры», «Любовь не шоу-бизнес» и др.)
В коллекции группы 24 официальных видеоклипа.

«Animal ДжаZ» на концерте в «Churchill’s Pub», Харьков, 10.12.2009

21 октября 2007 года группа представила публике акустический альбом под названием «1:0 В Пользу Осени». Это первая акустика «Animal ДжаZ», записанная в полном составе.
13 марта 2009 года группа презентовала свой новый альбом «Эгоист» во дворце спорта «Лужники». Далее группа представляла альбом в клубах — 15 марта 2009 года в Киеве в клубе «Бинго», а 20 марта 2009 года — в Санкт-Петербурге, в «ГлавClub»'е.
В 2009 году «Animal ДжаZ», совместно с Влади из группы «Каста», записала трек «Можно всё». Клип на эту песню ротировался на множестве телеканалов и входил в хит-парад «Русская десятка» на MTV-Russia.
Далее «Animal ДжаZ» отправились в тур по городам России и СНГ в рамках «ЭГОИСТичного тура».
25 марта 2011 года на лейбле «КапКан рекордс» (в сотрудничестве с фирмой «Soyuz Music») группа выпустила свой шестой альбом под названием «Animal ДжаZ». Альбом вышел ограниченным тиражом, в виде книги с постером группы и текстами песен. Каждый диск пронумерован.
В июне 2012 года музыканты приняли участие в первом рок-фестивале «Остров» (Архангельск).
1 и 2 июня 2014 года, группа выступала в качестве разогрева перед концертами Linkin Park в России. 1 июня шоу состоялось в Санкт-Петербурге (стадион "Петровский). 2 июня шоу состоялось в Москве (стадион "Олимпийский).
16 марта 2015 года увидел свет восьмой студийный альбом Animal ДжаZ — «Хранитель весны». Деньги на запись альбома были собраны при помощи краудфандинга, причём чтобы достичь заявленной суммы потребовалось всего 4 дня
15 марта 2017 года вышел клип «Здесь и сейчас». В съемках приняли участие подопечные благотворительного фонда АдВита .
19 марта 2017 года группа выпускает мини-альбом под названием «Любовь к полётам». Пластинка состоит из двух треков («Питер» и «Любовь к полётам»). Трек «Любовь к полётам» получил место в хит-параде «Чартова дюжина». 13 сентября вышел сингл «Счастье», также попавший в Чартову дюжину.
17 ноября состоялся релиз компиляции «Шаг Вдох. Трибьют», на котором представлены песни из альбома «Шаг Вдох» в исполнении других музыкантов. Выход альбома, приуроченный к 10-летию «Шаг Вдох», был предварён двумя синглами, на один из которых был снят клип.
8 марта 2018 года вышел клип «Счастье». Релиз одноимённого альбома произошёл 30 марта 2018 года.
13 июля 2018 года выходит совместный релиз с рэп-исполнителем Децлом акустический альбом «Acoustic», в котором представили новые акустические версии легендарных песен Децла — «Пятница», «Кто ты», «Вечеринка», в альбоме так же были представлены современные произведений Децла. В записи пластинки также приняли участие панк-рок группа «Последние танки в Париже», Bender (ПТВП) & DJ Worm.
В преддверии презентации нового альбома, группа решила взбудоражить своих поклонников и все участники поочерёдно заявили об уходе из коллектива. В итоге, это всё оказалось не более чем первоапрельской шуткой, но многие слушатели поверили в это. Музыканты опровергли все заявления и пригласили всех на свои концерты.
В марте 2019 года Animal ДжаZ представили клип на песню «Чувства», в котором снялись многие известные актёры и музыканты. Режиссёром клипа выступил уже неоднократно работавший с группой Женя Тирштайн.
30 ноября 2019 года группа выпустила десятый электрический альбом «Время любить», который сразу вышел на 1 место в российском iTunes. В качестве бонус-трека в альбом была включена песня «Чувства», исполненная совместно с украинской группой O.Torvald. В декабре альбом «Время любить» был номинирован на премию Чартова Дюжина 2020 как «Лучший альбом».
30 марта 2020 года Animal ДжаZ выпустили сингл «Космонавты», а уже 1 апреля — клип на эту песню. Режиссёром клипа стал сам Александр Красовицкий. Песня иносказательно повествует о том, «кому на Руси реально принадлежит корона, и кто на Руси в действительности является вирусом».
1 июня 2020 года увидел свет клип на балладу-антиутопию «О хлебе и воде», снятый с помощью поклонников. 22 мая группа попросила поклонников в социальных сетях прислать для нового клипа 30-секундные видео с затемнённым лицом на фоне окна. И за три дня прислали около 1000 видеозаписей из разных уголков Земли.
26 июня 2020 года Animal ДжаZ представили свою версию песни ДДТ «Предчувствие гражданской войны». Александр Красовицкий о трибьюте: «Это одна из тех песен, которые не утратили актуальности за 30 с лишним лет существования. Печальное предчувствие, вынесенное в заголовок песни, лично у меня лишь усилилось. Шевчук мастер выпуклых образов, большой поэт. Но очень печально, что то, что он пел тогда о России, то страдание, живо и сейчас. Мы взяли за основу гитарного рифа соло партию синтезатора из оригинала. И добавили слегка ню-металлического и постгранжевого звучания.»
В октябре 2020 года группу по личным причинам покинул Игорь Булыгин.
5 мая 2021 года Animal ДжаZ выпустили акустическую версию альбома «Время любить».
Александр Красовицкий об альбоме:
«Мы записали все песни одним дублем вживую. В 2020-м году слово „вживую“ приобрело для музыкантов почти сакральный смысл, потому что как раз „живого“, концертного исполнения стало меньше в разы из-за локдаунов. А у кого-то не стало и вовсе. Так что мы таким образом как-бы заполнили отчасти свою личную пустоту. Когда я слушаю эти песни, написанные за год-полгода до пандемии, я вижу, как изменился смысл многих из них. Например, „Выстрелишь“ — это просто песня об этом чёртовом 2020-м, хотя изначально была совсем о другом…»
8 марта 2023 года вышел четырнадцатый студийный альбом «Инь», ставший первой частью дилогии. Вторая часть дилогии — «Ян», изначально планировалась к выходу осенью 2023-го года, однако позднее релиз альбома был перенесен на лето 2024 года.
15 июля 2024 года на стриминговых платформах состоялась премьера альбома «Ян» - второй части дилогии «Инь/Ян».
3 августа 2024 года группа на своих страницах в социальных сетях сообщила об очередных изменениях в составе коллектива. На смену Сергею Кивину место барабанщика занял технический директор группы Руслан Тимонин.

## Участники

### Текущие участники

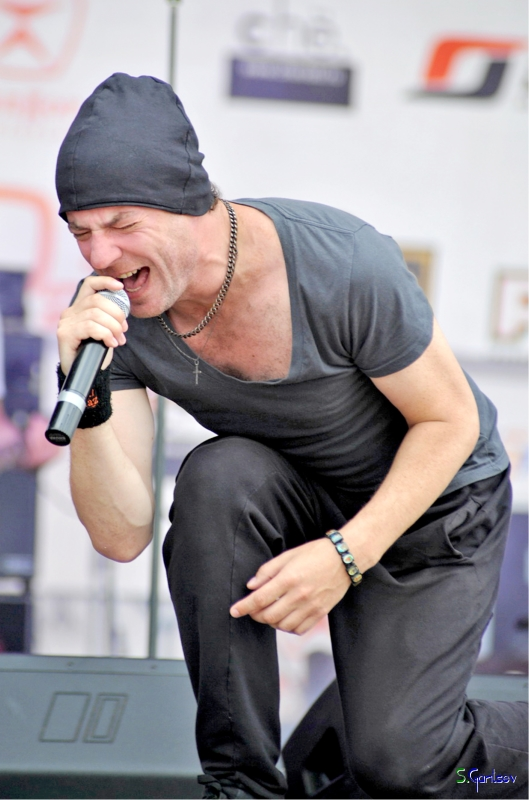
Александр «Михалыч» Красовицкий

- Александр «Михалыч» Красовицкий — вокал, акустическая гитара (эпизодически) (2000—настоящее время)
- Евгений «Джонсон» Ряховский — гитара, бэк-вокал (эпизодически) (2000—настоящее время)
- Александр Заранкин — клавишные (2007—настоящее время)
- Андрей Архипов — бас-гитара (2020—настоящее время)
- Руслан Тимонин — барабаны, перкуссия, тромбон (эпизодически) (2024—настоящее время), роуди, техник, стейдж-менеджер (2015—настоящее время)

### Бывшие участники
- Игорь «BOEHPYK» Булыгин — бас-гитара (2000—2020)
- Сергей «Томас» Егоров — барабаны (2000—2004)
- Борис Голодец — клавишные (2000—2004)
- Станислав Гаврилов — клавишные (2004—2005)
- Ян Лемский — барабаны (2004—2008)
- Андрей Казаченко — клавишные (2005—2007)
- Сергей Кивин — барабаны (2008—2024)

### Технический персонал
- Юрий Смирнов — звукорежиссёр (2000—настоящее время)
- Денис Бурулин — светотехник
- Руслан Тимонин — роуди, техник, стейдж-менеджер (2015—настоящее время)

### Административный персонал
- Геннадий Микрюков — директор (2006—2012)
- Иннокентий Минеев — директор (2013)
- Мария Минина — PR-менеджер

## Дискография

### Номерные альбомы
- 2002 — Animalизм
- 2004 — Стереолюбовь
- 2004 — Как люди
- 2007 — Шаг Вдох
- 2009 — Эгоист
- 2011 — Animal ДжаZ
- 2013 — Фаза быстрого сна
- 2015 — Хранитель весны
- 2018 — Счастье
- 2019 — Время любить
- 2023 — Инь
- 2024 — Ян

### Акустические альбомы
- 2005 — Unplugged
- 2006 — Unplugged II: Раритеты
- 2007 — 1:0 в пользу осени
- 2016 — AZXV: Акустика
- 2018 — «Acoustic» совместно с Децлом
- 2021 — Время любить
- 2023 — Корни

### Синглы
- 2002 — Антракт
- 2003 — 15
- 2003 — Если дышишь
- 2003 — Болеро для Марлен Дитрих
- 2006 — Шаг Вдох
- 2008 — Я
- 2010 — 2010
- 2012 — 2012
- 2012 — Живи (с МакSим)
- 2013 — Паук
- 2013 — Ложь
- 2013 — Анамнез
- 2014 — Дыши
- 2014 — Здесь и сейчас
- 2014 — Все как у людей (трибьют Егора Летова)
- 2014 — Все Пройдет
- 2016 — Не твоя смерть
- 2017 — Любовь к полётам
- 2017 — Счастье
- 2017 — Двое (с Anacondaz)
- 2017 — Три полоски (с Alai Oli)
- 2019 — Чувства
- 2020 — Космонавты
- 2020 — О хлебе и воде
- 2020 — Предчувствие гражданской войны (трибьют ДДТ)
- 2021 — Бессимптомно
- 2021 — Город (с OFLIYAN)
- 2021 — Отъ*бись от себя
- 2022 — Мистика (Acoustic Version) (с Ян Николенко)
- 2023 — Один (Колибри трибьют) (с Ян Николенко)
- 2023 — Смайлик
- 2024 — Таня
- 2024 — Рядом с тобой
- 2025 — В ад
- 2025 — Целую

### Сборники
- 2004 — The Best
- 2005 — Single Collection
- 2015 — AZXV
- 2017 — Шаг Вдох. Трибьют[23]
- 2021 — Раритеты[24]

### Ремиксы
- 2024 — Underground

### Видео
- 2007 — Зверский Джаз (live)
- 2009 — Эгоист
- 2009 — Можно всё: Live in Teleclub (live)
- 2012 — Джаз с «перцем» (live)
- 2018 — Bumble Beezy & Roux feat Animal ДжаZ

### Видеоклипы
- 2004 — Стереолюбовь (Реж.: Максим Парамонов)
- 2006 — Шаг Вдох
- 2007 — Три полоски (Реж.: Евгений Казаков)
- 2007 — 1:0 в пользу осени (Реж.: Ванич)
- 2008 — Я
- 2009 — Эгоист
- 2009 — Можно всё (feat. Каста (группа))
- 2009 — Сами (Реж.: А. Петров, А. Красовицкий)
- 2009 — Третий глаз
- 2009 — Новый год 2010
- 2009 — Три полоски (feat. Amatory)
- 2010 — 2010 (Реж.: А. Петров)
- 2011 — Суббота, 6 утра
- 2012 — Космос
- 2012 — Любовь (Реж.: М. Федосеева)
- 2012 — Джига
- 2012 — Живи  (feat. МакSим) (Реж.: Шатров, Вадим Васильевич)
- 2013 — Паук (Реж.: Шатров, Вадим Васильевич)
- 2013 — Анамнез (Реж.: Александр Красовицкий)
- 2014 — Ложь (Реж.: Шатров, Вадим Васильевич)
- 2014 — Дыши (Реж.: Марина Федосеева)
- 2015 — Дальше (Реж.: Шатров, Вадим Васильевич)
- 2015 — Убийца (Реж.: Эльдар Асанов)
- 2017 — Здесь и сейчас (Реж.: Женя Тирштайн)
- 2017 — Двое (feat. Anacondaz)
- 2018 — Счастье (Реж.: Женя Тирштайн)
- 2019 — Чувства (Реж.: Женя Тирштайн)
- 2020 — Мистика (Реж.: Женя Тирштайн)
- 2020 — Космонавты (Реж.: Александр Красовицкий)
- 2020 — О хлебе и воде
- 2021 — Бессимптомно (Реж.: Женя Тирштайн)
- 2021 — Город (feat. OFLIYAN) (Реж.: Серж Авдеев)
- 2021 — Отъ*бись от себя (Реж.: Александр Красовицкий)
- 2023 — Смайлик (Реж.: Митя Кокорин)
- 2024 — Таня (Реж.: Женя Тирштайн)
- 2025 — Целую (Реж.: Кира Кириенко)

## Книги
- «Animal ДжаZ. Зверский джаз навсегда» (2011) — издательство «КапКан»[25]